# مانگای آشپزی
مانگای آشپزی (ژاپنی: 料理漫画، هیپبورن: ryōri manga) یک ژانر مانگا و انیمه ژاپنی است که در آن غذا و آشپزی، خوردن یا نوشیدن عنصر مرکزی داستان است. این ژانر در اوایل دهه ۱۹۸۰ در نتیجه حباب اقتصادی ژاپن محبوبیت زیادی را به دست آورد.

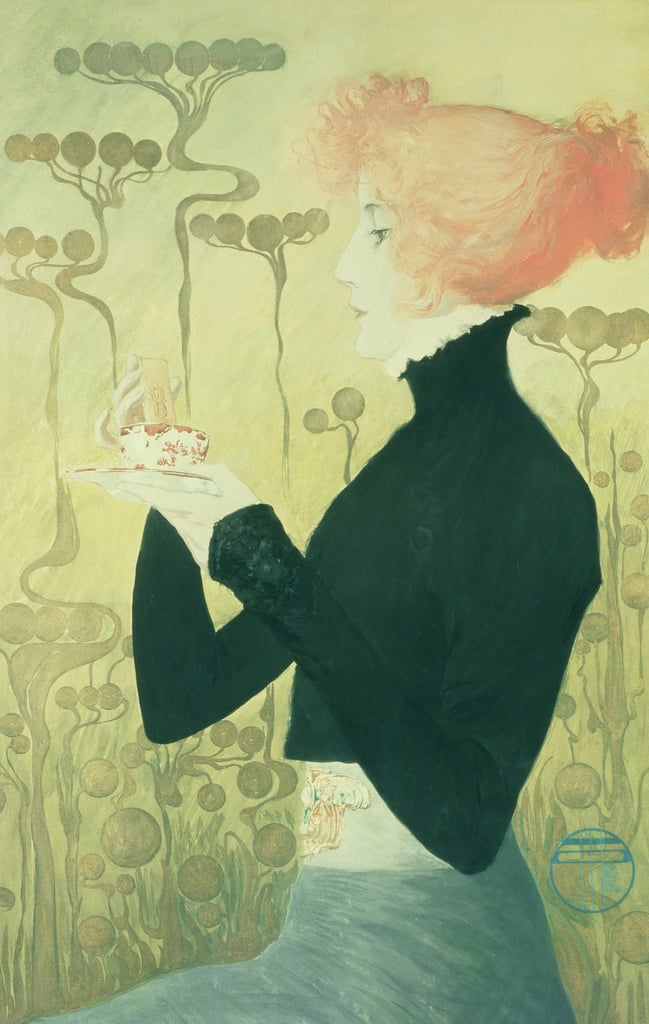
مانگای آشپزی